# 充満関手と忠実関手
圏論において，忠実関手（ちゅうじつかんしゅ，英: faithful functor）（resp. 充満関手（じゅうまんかんしゅ，英: full functor））とは与えられた始域と終域をもつ射の各集合に制限したときに単射（resp. 全射）となる関手のことである．

## 定義
C と D を（局所的に小さい）圏とし，F: C → D を C から D への関手とする．関手 F は C の任意の対象の対 X, Y に対して写像
{\displaystyle F_{X,Y}\colon \mathrm {Hom} _{\mathcal {C}}(X,Y)\rightarrow \mathrm {Hom} _{\mathcal {D}}(F(X),F(Y))}
を誘導する．
- 関手 F が忠実 (faithful) であるとは，C の各対象 X と Y に対して，FX,Y が単射であることをいう[1][2]．
- 関手 F が充満 (full) であるとは，C の各対象 X と Y に対して，FX,Y が全射であることをいう[2][3]．
- 関手 F が充満忠実 (fully faithful) （＝充満かつ忠実）（あるいは忠実充満）であるとは，C の各対象 X と Y に対して，FX,Y が全単射であることをいう．

## 性質
忠実関手は対象あるいは射上単射である必要はない．つまり，2つの対象 X と X′ が D の同じ対象に写ってもよく（これは充満忠実関手の値域が C に同型とは限らない理由である），（異なる始域・終域を持つ）2つの射 f: X → Y と f′: X′ → Y′ が D の同じ射に写ってもよい．同様に，充満関手は対象あるいは射上全射である必要はない．D の対象であって C の対象 X に対して FX の形でないものがあるかもしれない．そのような対象の間の射は明らかに C の射からは来ることができない．
充満忠実関手は同型の違いを除いて対象上単射でなければならない．つまり，F: C → D が充満忠実関手で {\displaystyle F(X)\cong F(Y)} であるならば {\displaystyle X\cong Y} である．

## 例
- 忘却関手（英語版） U: Grp → Set は忠実である，なぜならば各群が一意的な集合に写り，群準同型は写像であるからである．この関手は充満でない，なぜならば群の間の群準同型でない写像があるからである．Set への忠実関手を持つ圏は（定義により）具体圏（英語版）である；一般に，その忘却関手は充満でない．
- 包含関手 Ab → Grp は充満忠実である，なぜならば各アーベル群は一意的な群に写り，アーベル群の間の任意の群準同型は Grp において保たれるからである．